# Charles Schefer
Pour les articles homonymes, voir Schefer.
Charles-Henri-Auguste Schefer, né le 16 novembre 1820 à Paris où il est mort le 3 mars 1898, est un orientaliste, écrivain, traducteur, historien et géographe français.

## Biographie
Le père de Schefer appartenait à une famille noble originaire de Nassau, dont une branche s’était établie au XVIIIe siècle en Suède et aux fonctionnaires qui, ayant suivi la fortune de Napoléon en France, s’y établirent. Il conserva, sous la Restauration, les fonctions qu’il occupait dans l’administration de la Liste civile sous l’Empire, et ses fils Charles et Jules furent élevés au lycée Louis-le-Grand.
Charles suivit, comme son frère Jules Schefer, mort ministre plénipotentiaire au Monténégro, une carrière dans les pays d’Orient. Après avoir suivi les cours de l’École des Jeunes de Langues, eut la chance de travailler avec Étienne Quatremère, l’historien des Mongols de Perse et des sultans mamelouks d’Égypte. Nommé répétiteur à son École le 16 avril 1843, il entra dans la carrière active comme drogman à Beyrouth, puis successivement à Jérusalem (1844), Smyrne, Alexandrie et enfin Constantinople (1849). Il déploya dans ce poste la plus grande activité ; très aimé du sultan Abdul Medjid, Schefer prit une part considérable dans les évènements qui amenèrent la signature du traité de Paris, le 30 mars 1856. Rentré en France, il fut nommé Premier secrétaire interprète pour les langues orientales à Paris, 4 février 1857 et le Département des Affaires étrangères fit encore appel à lui en l’envoyant en mission spéciale en Syrie, en août 1860, lors des atrocités commises par les Druses sur les Maronites ; il devait servir d’intermédiaire entre le commissaire extraordinaire du sultan, Fuad-Pacha, et le chef du corps expéditionnaire français, le général de Beaufort. Arrivé à Beyrouth le 30 aout, Schefer se rendit dans le courant de septembre, à Damas, porteur du grand cordon de la Légion d’honneur destiné à Abd-el-Kader. Les insignes furent remis à l’Émir, le 21 septembre par le consul Outrey en présence de Schefer. Plus tard, dans la mer Rouge, il fut chargé de négocier l’achat d’une station navale sur la côte d’Afrique (avril à juin 1862) qui fut à l’origine de la colonie française d’Obock. C’est aussi la fin de la carrière active de Schefer comme diplomate, quoiqu’il ait conservé les fonctions de premier secrétaire interprète pour les langues orientales au Département des Affaires étrangères jusqu’à sa retraite, à laquelle il fut admis à faire valoir ses droits comme ministre plénipotentiaire (10 mars 1882).
De fortes études classiques avaient préparé Schefer, qui pouvait réciter jusqu’à la fin de sa vie des fragments étendus d’Horace et de Virgile, à suivre sa longue carrière scientifique. Lorsque la chaire de persan à l’École des langues orientales, occupée successivement depuis sa fondation par Langlès, Chézy et Étienne Quatremère, devint vacante à la mort de ce dernier le 18 septembre 1857, Schefer, fut nommé à sa place, par décret impérial du 23 novembre 1857. Il occupa cette chaire pendant près de quarante ans jusqu’à sa mort. Le 16 octobre 1867, il fut nommé, à la place de Reinaud, Président de l’École des Langues orientales à laquelle il donna donné véritablement la vie : de bâtiments insuffisants occupés par l’École dans la Bibliothèque Nationale, il la fit transférer dans les locaux du Génie maritime, du 2, rue de Lille, qui depuis furent transformés en un somptueux hôtel. D’une bibliothèque de quelques centaines de volumes, il fit, sans crédits spéciaux, une des plus belles collections du monde, sans contredit la plus riche en livres arabes : en vingt-cinq ans, une série de plus de quatre-vingts volumes publiés témoignait de l’activité féconde du directeur et du personnel enseignant d’une École qui faisait l’envie du monde savant étranger. De nouveaux cours étaient créés en vietnamien, russe, roumain, malgache. Pour la première fois, l’histoire et la géographie de l’Orient musulman et de l’Extrême-Orient figurèrent dans les programmes officiels.
Schefer n’avait donné qu’une courte traduction du turc de l’Histoire de l’expédition de Dal-taban Mustafa Pacha contre Basrah, par Khairi, publiée dans Journal asiatique de Constantinople, en 1852, lorsque, en 1876, il commença une série de travaux continués sans interruption jusqu’à sa mort.
Dans la collection des publications de l’École des langues orientales vivantes : Histoire de l’Asie centrale, de 1153 à 1233 de l’hégire, par Mir Abdul Kérim Boukhari, 2 vol. in-8°, 1876 ; Relation de l’Ambassade au Kharezm (Khiva), par Riza Qpuly Khan, 2 vol. in-8°, 1879 ; Mémoires sur l’Ambassade de France près la Porte Ottomane, par le comte de Saint-Priest, in-8°, 1877 ; Différents itinéraires dans l’Asie centrale, in-8°, 1878 ; Sefer Nameh, relation du voyage en Perse, par Nassiri Khosrau, in-8°, 1881 ; Chrestomathie persane, 2 vol. in-8°, 1883-1885 ; Trois chapitres du Khitay Naméb dans les Mélanges orientaux, 1883 ; Tableau du règne de Mouïzzeddin Aboul Harith, Sultan Sindjar, fils de Melikchâb, dans les Nouveaux Mélanges orientaux, 1886 ; Quelques chapitres du Seldjoug Naméh composé par l’émir Nassir eddin Yahia, dans le Recueil de textes et de traductions, 1889 ; L’Estat de la Perse en 1660, par le P. Raphael du Mans, in-8°, 1890 ; Siasset Naméh, traité de gouvernement par Nizam oul Moulk, in-8°, 1891-1893 : Description topographique et historique de Boukhara, par Mohammed Nerchakhy, in-8°, 1892 ; il avait sous presse, dans cette collection, une Description de la Chine à la fin du XVe et au commencement du XVIe siècle, par Ali Akhbar Khitay. Dans le volume du centenaire de l’École (1895), il avait donné une Notice sur les relations des peuples musulmans avec les Chinois, depuis l’extension de l’islamisme jusqu’à la fin du XVe siècle.
Dans la Bibliothèque orientale elzévirienne : Iter Persicum ou Description du voyage en Perse entrepris en 1602 par Étienne Kakasch de Zalonkemeny, ambassadeur de l’empereur Rodolphe II à la Cour du grand-duc de Moscovie et près de Chah Abbâs, roi de Perse, in-12, 1877 ; Petit Traicté de l’origine des Turcqz, par Théodore Spandouyn Cantacasin, in-12, 1896 : — À la Société de l’Histoire de France : Relation de la Cour de France en 1690 par Ézéchiel Spanheim, envoyé extraordinaire de Brandebourg, in-8°, 1882 ; — à la Société d’Histoire diplomatique, dont Schefer présidait le comité de rédaction : Mémoire historique sur l’Ambassade de France à Constantinople, par le marquis de Bonnac, in-8°, 1894. — En 1881, Schefer publiait le Journal d’Antoine Galland pendant son séjour à Constantinople (1672-1673), 2 vol. in-8°, c’est-à-dire pendant les deux années que le célèbre traducteur des Mille et une Nuits passa à Constantinople avec Charles de Nointel, envoyé en Turquie pour renouer les négociations relatives au renouvellement des capitulations.
La mort du comte Riant (1889), qui était le fondateur et l’âme de la Société de l’Orient latin, put faire craindre que l’œuvre ne sombrât, mais un comité dirigé par le marquis de Vogüé et Schefer, avec un secrétaire, C. Kohler et des collaborateurs comme de Barthélemy, Joseph Delaville Le Roulx, Louis de Mas Latrie, Gustave Schlumberger, la Revue de l’Orient latin continua à maintenir la Société. Schefer avait publié dans les Archives de l’Orient latin deux articles : Aloul Hassan Aly ibn el Herewy. Indications sur les lieux de pèlerinage. Paris, 1881, I, p. 587-609 ; et une étude sur la Devise des chemins de Babiloine, Paris, 1884, II, p. 89101, mémoire militaire écrit sous le règne du sultan Melik ed Dhahir Beybars, après la conquête de Safed et avant la prise de Saint-Jean-d’Acre.
En 1881, Schefer créa, avec celui qui écrit ces lignes, un Recueil de Voyages et de Documents pour servir à l’Histoire de la géographie depuis le XIIIe jusqu’à la fin du XVIe siècle, afin d’avoir en France une bibliothèque semblable à celle de l’Hakluyt Society en Angleterre. Cette collection forme déjà quinze volumes grand in-8°. Schefer a édité personnellement : le Voyage de la Saincte Cyté de Hierusalem, 1882 ; les Navigations de Jean Parmentier, 1883 ; le Voyage et itinéraire d’outremer, fait par Jean Thénaud, 1884 ; le Voyage de M. d’Aramon, 1887 ; les Voyages de Ludovico di Varthema, 1888 ; le Voyage de la Terre Sainte par Messire Denis Possot, 1890 ; le Voyage d’outremer de Bertrandon de la Brocquière, 1892 ; et Léon l’Africain. L’éditeur de cette collection a reçu de la Société de Géographie de Paris le prix Jomard et que dans son Toscanelli, le savant Florentin, Gustave Uzielli, a dit qu’elle renfermait les meilleurs textes des voyageurs italiens.
Le 29 novembre 1878, le même jour que MM. Barbier de Meynard et Foucart, Schefer était nommé, en remplacement du savant indianiste, Garcin de Tassy, membre de l’Académie des Inscriptions et Belles-Lettres, qu’il devait présider en 1890. Cette année même (1898), il présidait le Comité chargé d’organiser en France les fêtes du centenaire de Vasco da Gama ; il avait consacré le présent volume à l’illustre navigateur portugais dans la Bibliothèque de Voyages anciens, à laquelle il avait déjà donné en 1895 la Relation des Voyages à la Côte occidentale d’Afrique d’Alvise de Ça' da Mosto (1455-1457).
À la Gazette des Beaux-Arts, il avait donné deux articles : l’un sur les Miniatures d’un manuscrit du XVe siècle de la Bibliothèque Nationale, ornant la relation du Voyage d’outre-mer de Bertrandon de la Brocquière, premier écuyer tranchant et conseiller de Philippe le Bon, duc de Bourgogne ; le second, une Note sur le tableau du Louvre, jadis attribué à Gentile Bellini, représentant l’audience accordée à Domenico Trevisan, procurateur de Saint-Marc, par le Soudan d’Égypte Aboul Feth Gansou Ghoury (1512).
Schefer connaissait admirablement les trois langues musulmanes, l’arabe, le turc et le persan ; il possédait même si bien la seconde de ces langues que le khédive le faisait venir parfois pour entendre parler de bon turc. Il connaissait également la plupart des langues européennes ; ses nombreux voyages, ses missions spéciales comme représentant du gouvernement dans les congrès des orientalistes, depuis Florence (1878) jusqu’à Genève (1894), lui avaient permis de visiter aussi bien la Russie et la Scandinavie, l’Italie, l’Allemagne et l’Autriche que les pays d’Orient. Aussi, grâce à ses souvenirs et aussi à sa culture générale, Schefer était-il un rare causeur ; sa conversation était rendue plus intéressante encore par une pointe de scepticisme.
Au moment où éclata la guerre de 1870, Schefer voyageait sur la côte de Norvège, à bord du yacht du prince Napoléon, en compagnie de son confrère Ernest Renan. Cette guerre qu’il avait prévue ne l’étonna pas ; il rentra à Paris, et fit, comme Victor Duruy, son devoir de garde national. Schefer avait été fait Chevalier de la Légion d’honneur le 3 mai 1852 ; officier le 14 octobre 1854 et commandeur, 14 octobre 1862. Il était, en outre, officier de l’Instruction publique depuis 1872.

## Sources
- Comptes rendus des séances de l’Académie des inscriptions et belles-lettres, 4e série, t. 24, Paris, imprimerie nationale, 1899.
- Navigation de Vasque de Gamme, chef de l’armée du roi de Portugal en l’an 1497, écrite par un gentilhomme florentin, Paris, E. Leroux, 1898.